# Хюи Кан
Хюи Кан (вьет. Huy Cận; 31 мая 1919, провинция Хатинь, Французский Индокитай — 19 февраля 2005, Ханой, Вьетнам) — один из ведущих вьетнамских поэтов, государственный и политический деятель Вьетнама. Лауреат Государственной премии Вьетнама (1996).

## Биография
Родился в бедной крестьянской семье. Обучался в сельскохозяйственном колледже, где изучал садоводство, затем занялся литературной деятельностью, в 1930-х годах участвовал в движении «Новая поэзия». В 1940 г. вышел первый сборник его стихов «Священный огонь». Большинство ранних произведений поэта были посвящены любви и безмерной печали. Природа в поэзии автора часто безбрежна, одинока, прекрасна, но часто печальна. Эта грусть кажется беспричинной, метафизической, но, в конце концов, это в основном грусть о жизни, о жизни человеческой, о родине. Одинокая, «фантомная» поэтическая душа ещё пытается найти гармонию и спокойную жизнь в творчестве и жизни.
С 1942 года — член Вьетминя.
Участник национально-освободительного движения. Член Коммунистической партии Вьетнама. Был одним из тех, кто подписал Декларацию независимости Вьетнама 2 сентября 1945 г.
В августе 1945 года был избран в Комитет освобождения (то есть Революционное временное правительство).
Одно время работал министром промышленности и торговли, сельского хозяйства, генеральным инспектором республики (1945—1946), заместителем министра внутренних дел (1946), заместителем министра экономики (1947—1949), генеральным секретарём Совета Министров с 1949 по 1956 г., заместителем министра культуры (1949—1956 и с 1956 по 1984), министром культуры и искусства (1984—1987).
Был президентом Национального совета по делам искусства и литературы, членом Национальной ассамблеи, членом Исполнительного совета ЮНЕСКО с 1978 по 1983 год и членом Высшего совета франкоязычных стран.
После Вьетнамской революции стиль его поэзии резко изменился. Писал стихи протеста, в которых выражался бунт против социальной несправедливости и надежда на лучший мир.
Был членом Союза писателей Вьетнама.

## Награды
- В 1996 году удостоен Государственной премии имени Хо Ши Мина[вьет.] в области литературы
- В 2005 году — Орден Золотой Звезды (посмертно).

## Избранная поэзия
- 1936/1940 — Священный огонь («Lửa thiêng»[2])
- 1940/1942 — Песня Вселенной («Vũ trụ ca»[3])
- 1958 — Небо будет чистым каждый день («Trời mỗi ngày lại sáng»).
- 1960 — Земля цветет («Đất nở hoa»[3])
- 1963 — Поэма о жизни («Bài thơ cuộc đời»)
- 1967 — Две твои руки («Hai bàn tay em»)
- 1968 — Шестидесятые («NNhững năm sáu mươi»)
- 1973 — Ближний фронт, Дальний фронт (Chiến trường gần đến chiến trường xa)
- 1975 — Жизнь каждого дня, поэзия каждого дня («Ngày hằng sống, ngày hằng thơ»)
- 1984 — Снова сеять («Hạt lại gieo»)
- 1990 — Павлин мечтает («Chim làm ra gio»)